# Doorzonwoning

План поверху будинку doorzonwoning.
1=вхід 2=електрощитова 3=сходи на поверх 4=шафа під сходами 5=туалет 6=кухня 7=вітальня

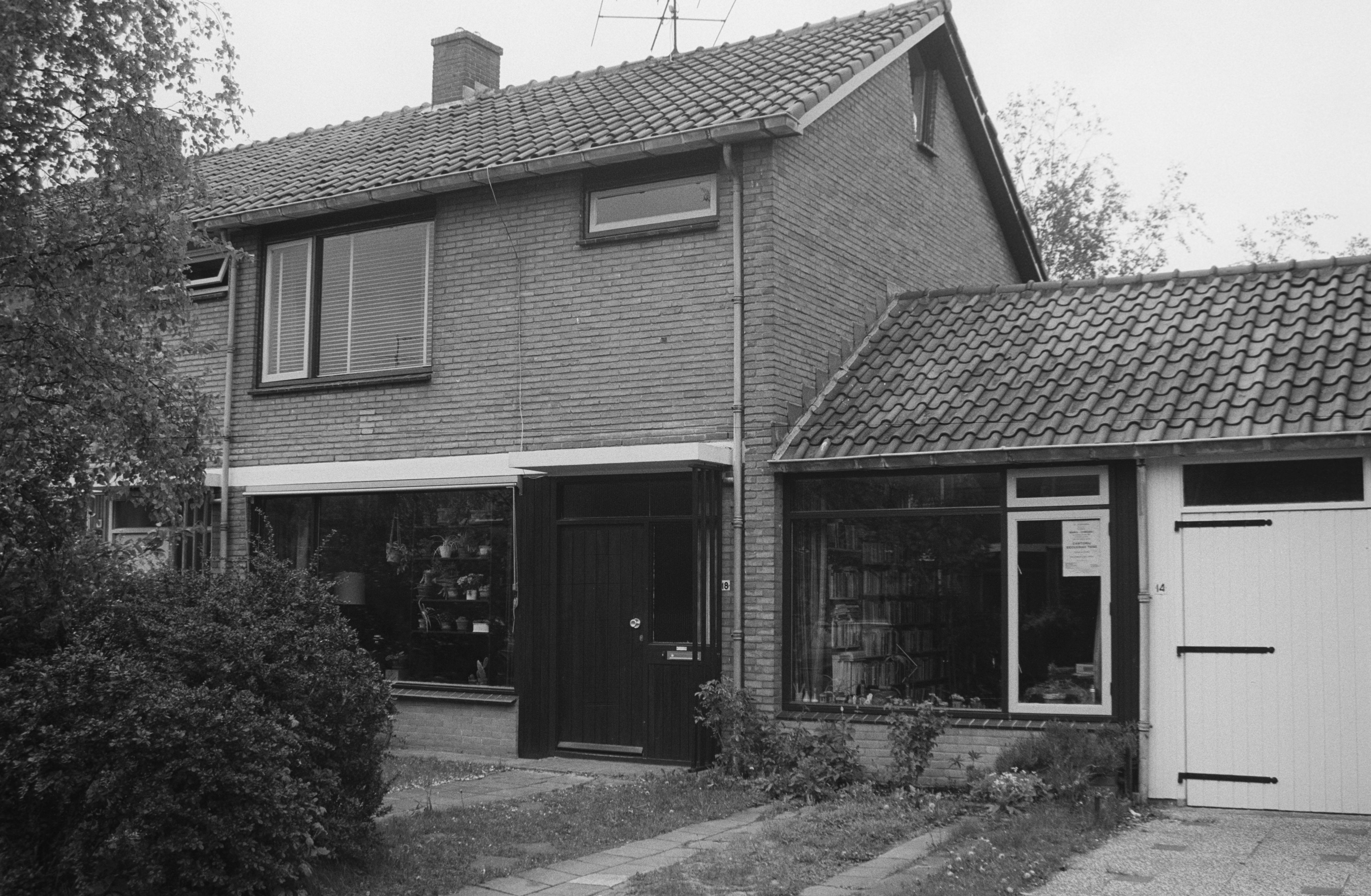
Традиційний будинок в Алкмарі (1987)

Doorzonwoning (нід. door zon woning, «сонце через будинок») — це позначення типу будинку, який часто будували в Нідерландах у двадцятому столітті. Назва походить від того, що вітальня простягається на всю глибину будинку. Вітальня має вікна на дві сторони, так що сонце може світити через всю кімнату.
Поряд з вітальнею, як правило, хол зі сходами на поверх за вхідними дверима, коридор з виходом до туалету та закрита кухня. На першому поверсі будинку є кілька спалень і зазвичай душ.
Тип житла настільки поширений у Нідерландах, що він відноситься навіть до середньостатистичної сім'ї. Пересічна родина перетворюється на De Familie Doorzon, голландський комікс.
Ширина таких будинків зазвичай становить від 6 до 6,5 метрів, тоді як глибина повільно зросла з приблизно 7 метрів у 1910 році до приблизно 9 метрів у 1970-х роках. Відповідно виросла і вітальня. Після 1970-х років частка двоквартирних будинків зменшилася через появу широких плитних перекриттів, які зробили будинки вужчими, але глибшими. Кухню більше не можна розташовувати поруч з вітальнею, а потім перенесли, наприклад, на передній фасад.